# 네스치오나

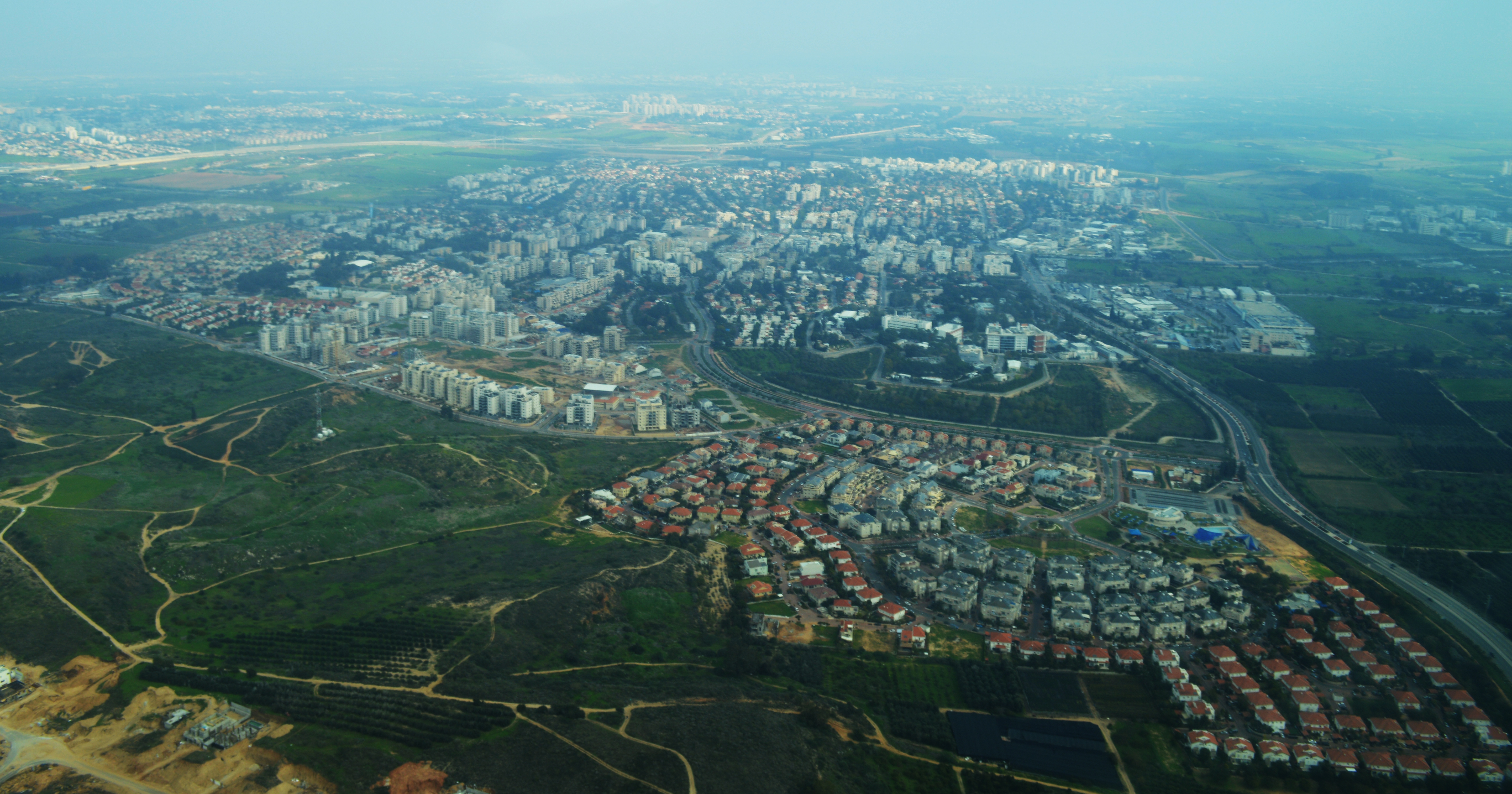
네스치오나

네스치오나(히브리어: נֵס צִיּוֹנָה)는 이스라엘 중부 구에 위치한 도시로 면적은 15.579km2, 인구는 46,891명(2015년 기준)이다.
지중해 연안에서 약 10km 정도 떨어진 곳에 위치하며 텔아비브의 남쪽에 위치한다. 1883년에 유대인들이 정착하면서 마을이 형성되었고 1992년에 시로 승격되었다.

시 문장